# غلاديشية ثلاثية الأشواك
الغلاديشية الثلاثية الأشواك (الاسم العلمي:Gleditsia triacanthos) أو خروب العسل (بالإنجليزية: Honey locust)‏ هي نوع نباتي يتبع جنس الغلاديشية من فصيلة البقولية.